# Sticherus jamaicensis
Sticherus jamaicensis là một loài dương xỉ trong họ Gleicheniaceae. Loài này được Underw. Nakai mô tả khoa học đầu tiên năm 1950.